# Bram (Aude)
Bram település Franciaországban, Aude megyében. Lakosainak száma 3252 fő (2022. január 1.). Bram Alzonne, Montréal, Saint-Martin-le-Vieil, Villasavary, Villepinte és Villesiscle községekkel határos.

## Népesség
A település népessége az elmúlt években az alábbi módon változott:
| Lakosok száma | 2733 | 2650 | 2969 | 3156 | 3368 | 3254 | 3204 | 3204 | 3226 | 3252 |
|               | 1968 | 1982 | 1999 | 2006 | 2011 | 2015 | 2017 | 2018 | 2020 | 2022 |